# Freyburg
Freyburg é um município da Alemanha, situado no distrito de Burgenlandkreis, no estado de Saxônia-Anhalt. Tem 46,57 km² de área, e sua população em 2019 foi estimada em 4.571 habitantes.